# Río Nupe
Der Río Nupe ist der linke Quellfluss des Río Marañón, der wiederum der linke Quellfluss des Amazonas ist. Der Río Nupe durchfließt im Südwesten der peruanischen Verwaltungsregion Huánuco die Provinz Lauricocha.

## Flusslauf
Das Quellgebiet des Río Nupe liegt an der Ostflanke des 6635 m hohen Nevado Yerupajá, der höchsten Erhebung der Cordillera Huayhuash, die wiederum Teil der peruanischen Westkordillere ist. Gemessen vom 4285 m hoch gelegenen Gletscherrandsee Laguna Quesillococha beträgt die Flusslänge 53 km. Am Oberlauf des Río Nupe liegen die beiden Bergseen Laguna Ciula und Laguna Carhuacocha. Außerdem wird der Río Nupe vom Abfluss des Gletscherrandsees Laguna Gangrajanca gespeist. Der Río Nupe fließt unterhalb des Sees Laguna Carhuacocha 10 km in nordnordöstlicher Richtung. Dieser Flussabschnitt heißt auch Río Carhuacocha. Unterhalb der Siedlung Queropalca bei Flusskilometer 36 trifft der Río Machaycancha von Westen kommend auf den Río Nupe. Dieser durchschneidet auf den folgenden 6 Kilometern in südsüdöstlicher Richtung einen Gebirgskamm. Anschließend, bei Flusskilometer 29, trifft der Río Huayhuash von Süden kommend auf den Río Nupe. Dieser wendet sich nun in Richtung Nordnordost. Bei Flusskilometer 26 liegt die Siedlung Concepción am rechten Flussufer, etwa anderthalb Kilometer flussabwärts die Siedlung Santa Rosa am linken Flussufer. Bei Flusskilometer 13 passiert der Río Nupe die Gemeinde Baños. Bei Flusskilometer 6,5 liegt die Siedlung Pilcocancha am linken Flussufer. Der Río Nupe vereinigt sich schließlich östlich der Gemeinde Rondos auf einer Höhe von etwa 3310 m mit dem Río Lauricocha zum Río Marañón.

## Einzugsgebiet
Der Río Nupe entwässert ein etwa 810 km² großes Gebiet am Osthang der peruanischen Westkordillere. Weiter östlich und südöstlich grenzt das Einzugsgebiet des Río Nupe an das des Río Lauricocha. Im Westen bildet der Hauptkamm der Cordillera Huayhuash die Wasserscheide zu den Flüssen Río Pativilca und Río Huaura, die nach Westen zum Pazifischen Ozean fließen. Im Norden liegt das Einzugsgebiet des Río Vizcarra, ein linker Nebenfluss des Río Marañón.